# Dr. Schwabe Deutschland Holding
Die Dr. Schwabe Deutschland Holding GmbH ist die Konzernmutter der Dr.-Schwabe-Gruppe mit Sitz in Karlsruhe, die über ihre Konzerntöchter Homöopathika, Phytopharmaka und Nahrungsergänzungsmittel herstellt und vertreibt.

## Geschichte
Gegründet wurde das Unternehmen 1866 von Carl Emil Willmar Schwabe (1839–1917) als Homöopathische Central-Officin in Leipzig.

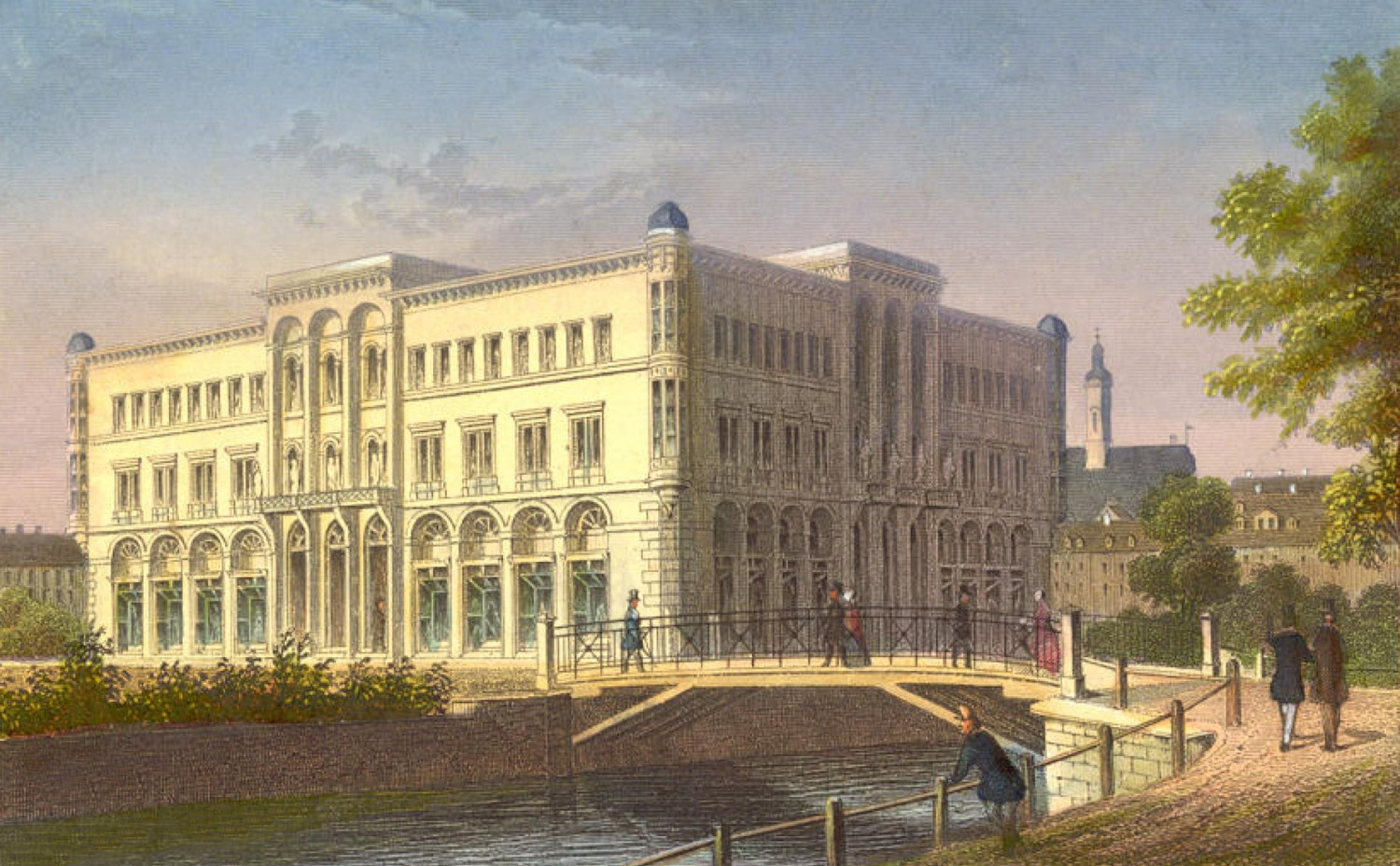
Die Central-Halle um 1850, in der sich das „Homöopathische Central-Officin Dr. Willmar Schwabe“ befand.

Ab 1899 entstand eine niederländische Niederlassung, die vor allem während des Ersten Weltkriegs jene Staaten belieferte, die sich im Krieg mit dem Deutschen Reich befanden.

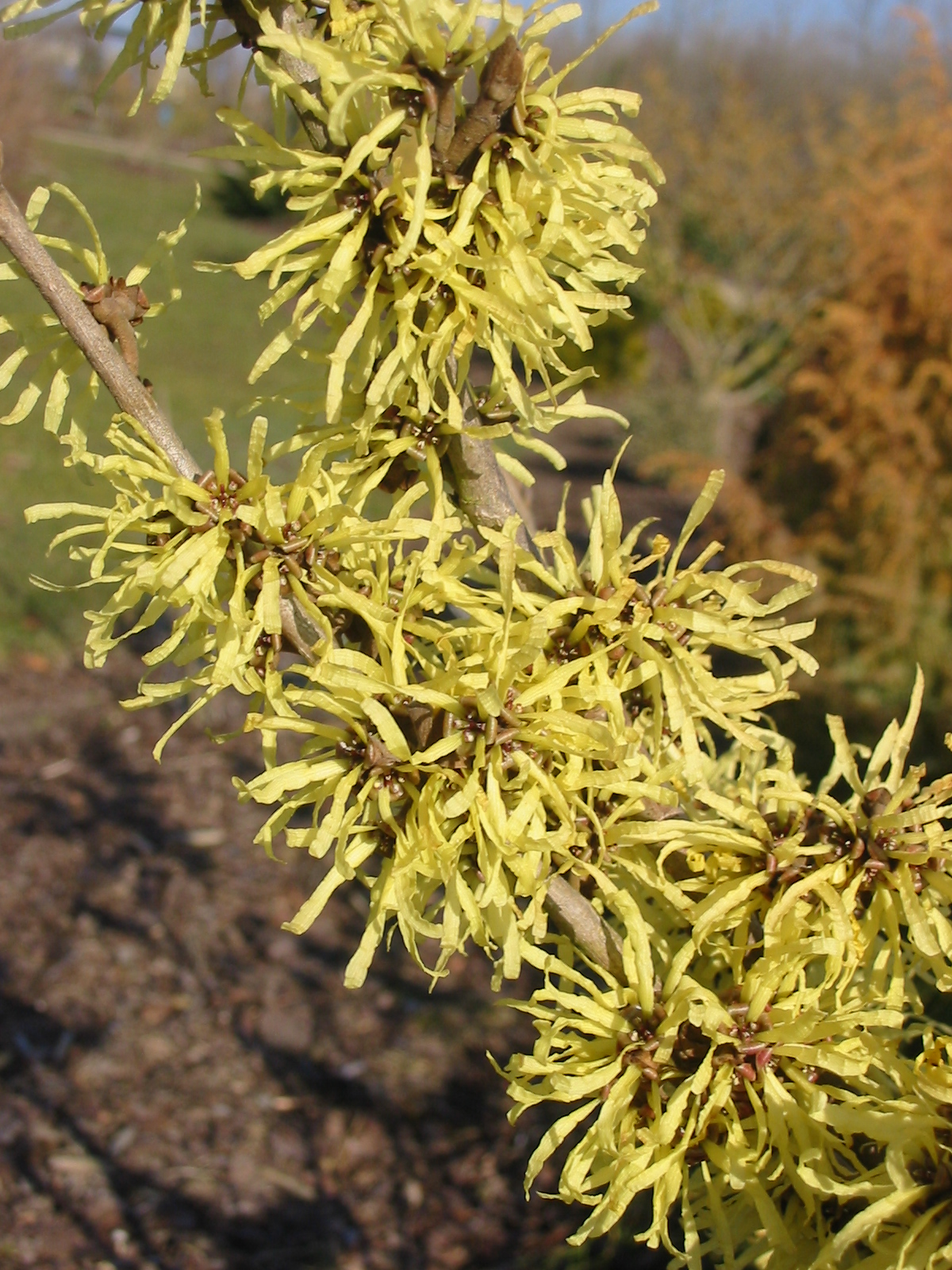
Die Zaubernuss, Grundlage der „Hamamelis-Salbe-Schwabe“ (ab 1878).

1926 wurde in Leipzig-Paunsdorf ein neues Fabrikationsgebäude errichtet. In den Folgejahren wurde auf dem Unternehmensgelände ein erster Pflanzengarten mit kontrolliertem Anbau angelegt. Hier sollten unter anderem auch jene Pflanzen angebaut werden, die bisher lediglich als Wildsammlung erhalten werden konnten. Obwohl das Unternehmen offiziell betonte, zur Arzneizubereitung „grundsätzlich nur wildwachsende einheimische Pflanzen“ und, wo nicht möglich, „importierte Urtinkturen“ verwenden zu wollen, steigerte sie den Anbau dieser Pflanzen aus wirtschaftlichen Gründen systematisch. So waren 1930 größere Bestände von Hafer, Johanniskraut, Ringelblume, Hanf, Giftsumach und weitere Heilpflanzen angebaut worden.
In der Zeit des Nationalsozialismus wurde ab 1935 die Firma in dritter Generation von den Brüdern Carl Reinhold Willmar Schwabe (Willmar III, 1907–1983) und Willmar Carl Wolfgang Schwabe (Wolfgang, 1912–2000) geführt. Beide waren Mitglied der NSDAP – Willmar III ab 1. August 1932 mit der Mitgliedsnummer 1245518 als „überzeugtes Mitglied“, sein Bruder Wolfgang ab 1. Mai 1937 mit der Mitgliedsnummer 5800329 „vermutlich aus Opportunismus“. Die von der Firma Schwabe herausgegebenen Periodika Leipziger Populäre Zeitschrift für Homöopathie und Biochemische Monatsblätter vertraten dezidiert „rassenhygienische“ Positionen. In einem Gestapo-Bericht vom 15. März 1937 wurde die Firma Schwabe als „im nationalsozialistischen Sinne geführt“ und „vorbildlich“ bezeichnet. Der Unternehmensumsatz stieg von knapp drei Millionen Reichsmark (RM) 1935 auf 6,8 Millionen RM 1944 bei zu diesem Zeitpunkt 666 Mitarbeitern, der Reingewinn im gleichen Zeitraum von 515.000 RM auf 1,53 Millionen RM. Dieser wirtschaftliche Aufschwung sei aber, so der Historiker Christoph Friedrich u. a., nicht durch verstärkte Aufträge der Wehrmacht oder dem bei der Firma Schwabe im Vergleich zu anderen pharmazeutischen Unternehmen eher unterdurchschnittlichen Einsatz von Zwangsarbeitern verursacht, sondern durch den „kriegsbedingten Mehrverbrauch von Medikamenten durch die Zivilbevölkerung“.
Die Familie Schwabe siedelte am Ende des Zweiten Weltkriegs nach Karlsruhe in die Amerikanische Besatzungszone um, wo sie auf dem Gelände des Unternehmens Gritzner passende Räume für den Wiederbeginn fand. 1947 wurde von der Dr. Willmar Schwabe GmbH zudem mit dem Neuaufbau von Arzneipflanzenkulturen begonnen. Zu den Präparaten des Unternehmens gehörten unter anderem Crataegutt (ein Crataegus-Präparat „mit erprobtem Wirkstoffgehalt“) und Thyreogutt (ein „Thyreosedativum auf pflanzlicher Grundlage“).

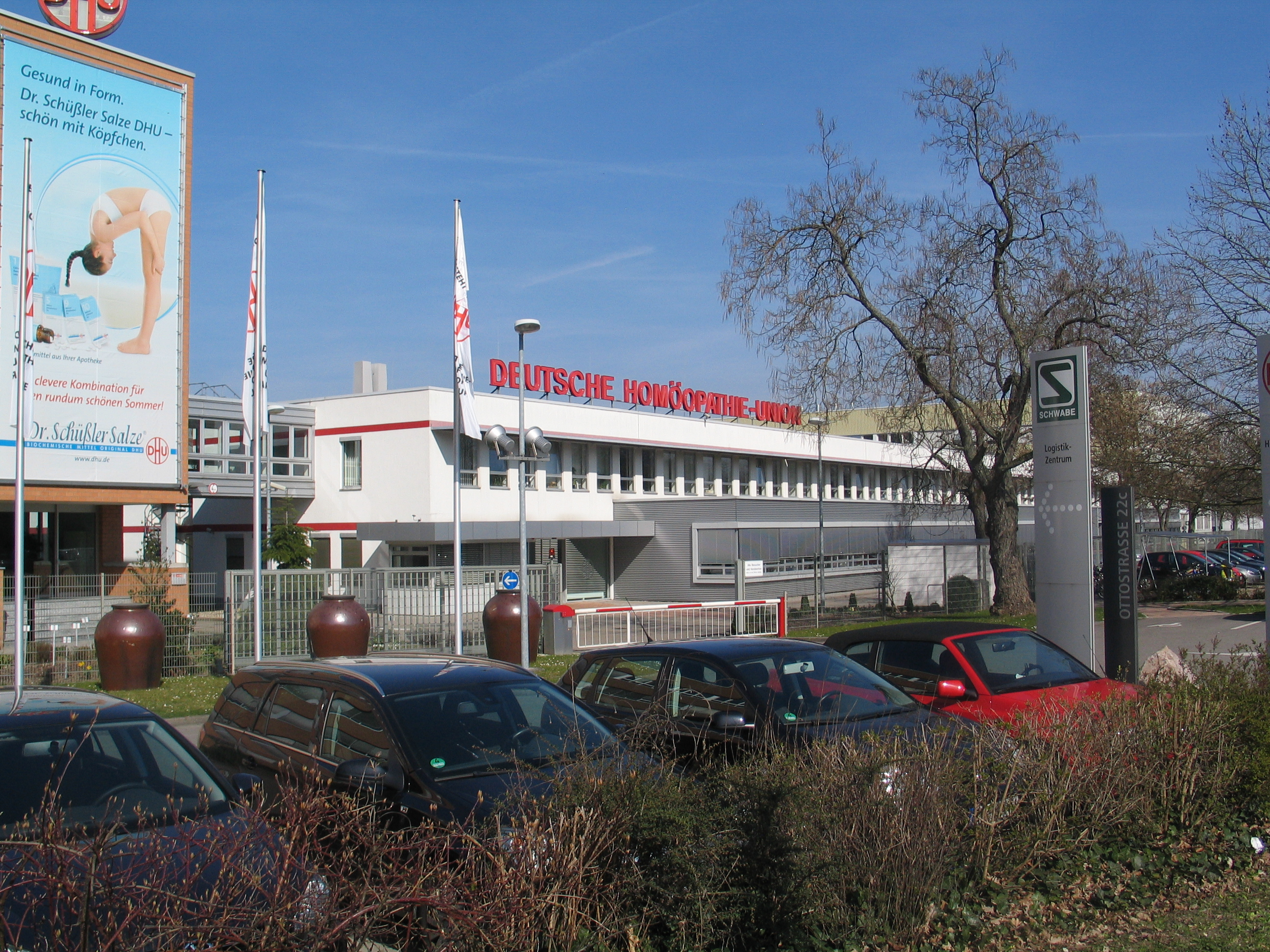
Pforte der Tochter Deutsche Homöopathie-Union (DHU)

Im Jahr 1961 folgte die Gründung der Deutschen Homöopathie-Union (DHU) in Karlsruhe. Die DHU übernahm ab diesem Zeitpunkt die Entwicklung, Herstellung und den Vertrieb von Homöopathika, das Unternehmen Schwabe die Forschung und Entwicklung von Phytopharmaka.
2003 wurde unter dem Label Nature´s Way das Produktsortiment zunächst auf dem nordamerikanischen Markt um Nahrungsergänzungsmittel erweitert.

## Konzernstruktur
Konzernmutter der Unternehmensgruppe ist die Dr. Schwabe Deutschland Holding GmbH mit Sitz in Karlsruhe. Ihr untergeordnet sind als wesentliche Unternehmen die Dr. Wilmar Schwabe GmbH & Co. KG (Pythopharmaka) und die Deutsche Homöopathie-Union DHU Arzneimittel GmbH & Co. KG (Homöopathika), beide mit Sitz in Karlsruhe. Zudem existieren diverse weitere Tochterunternehmen. Die Unternehmensgruppe ist in über 60 Ländern vertreten. Die ehemaligen Tochterunternehmen Spitzner und ISO Arzneimittel wurden verkauft bzw. mit dem Stammunternehmen verschmolzen.
Aufgrund der Konzernstruktur betragen Umsatz und Mitarbeiterzahl der Holding nur einen Teil der gesamten Schwabe-Gruppe. Während die Holding laut Bundesanzeiger 2021 bei 1516 Mitarbeitern einen Umsatz von ca. 375,1 Millionen Euro hatte, sind diese Zahlen laut Eigenangabe des Unternehmens und entsprechenden Berichten seriöser Medien für die gesamte Schwabe-Gruppe mehr als doppelt so groß. Danach beträgt der Gesamtumsatz der Schwabe-Gruppe bei etwa 4000 Mitarbeitern weltweit ungefähr 900 Millionen Euro jährlich.
Über die Umckaloabo-Stiftung fördert Schwabe Projekte für die schulische und berufliche Bildung südafrikanischer Kinder und Jugendlicher. Bekannte Marken sind Tebonin (Ginkgo), Umckaloabo (Pelargoniumwurzel), Prostagutt (Sägepalme/Brennnessel), Lasea (Lavendelöl) und Pinimenthol.

## Kritik

### Monopolisierung bekannten Wissens
Das Europäische Patentamt widerrief im Januar 2010 ein Patent vom Juni 2007. Das Patent schützte das Herstellungsverfahren eines unter anderem durch Auszug mit Ethanol hergestellten Pelargonium-sidoides-Wurzelextrakt, der als Wirkstoff gegen Atemwegsinfekte als Bestandteil von Umckaloabo zur Anwendung kommt. Das Patentamt begründete den Widerruf damit, dass aus patentrechtlicher Sicht nicht um eine Erfindung handele, denn die Technik sei bereits „ausreichend vorbekannt“, weil Bewohner von Lesotho traditionell aus den Wurzeln der dort wachsenden Art Pelargonium sidoides Tinkturen gegen Atemwegsinfektionen herstellten.

### Steuerfahndung/Ermittlungen
Im Mai 2019 fanden nach Medienberichten bei dem Unternehmen Durchsuchungen und Beschlagnahmungen durch 200 Beamte im Rahmen von Razzien der Steuerfahndung statt. Es ging um den Vorwurf der Gewerbesteuer- und Ertragssteuerverkürzung durch Gewinnverlagerungen nach China durch Verantwortliche des Unternehmens. Ermittelt wird von der Schwerpunktstaatsanwaltschaft für Wirtschaftsstrafsachen in Mannheim. Die Ermittlungen der Staatsanwaltschaft Mannheim dauerten im Herbst 2023 noch an.

### Tierversuche
Der Verein Ärzte gegen Tierversuche machte im Juli 2023 öffentlich, dass die Dr. Willmar Schwabe GmbH & Co. KG das Lavendelöl Silexan, das in dem Produkt Lasea enthalten ist, im Tierversuch mit dem von der EU als schwer belastend eingestuften Erzwungenen Schwimmtest an Ratten getestet hatte. Schwabe habe auf Anfrage des Vereins auf gesetzliche Vorschriften verwiesen.